# Кожабек, Байузак Рахимович
Байузак Рахимович Кожабек (Албани) (каз. Байұзақ Қожабек; 12 июня 1929, Киши Жаланаш Казахская Автономная Социалистическая Советская Республика (ныне Село Акай Нусипбеков Райымбекский район, Алматинской области Казахстана) — 2001) — казахский и советский прозаик, переводчик, журналист, редактор.

## Биография
Родился в 12 июня 1929 года в семье колхозника, в селе Киши Жаланаш, у подножия Терскей-Алатау. Отец - Кожабек Рахим был коммунистом с 1929 года, а также организатором колхоза "Киши Жаланаш"; с 1962 года был секретарем партийной организации колхоза, председателем сельского совета, заведующим фермами. Кожабек Рахим умел только читать, поэтому Байузак Рахимович с 7 лет работал в качестве его "секретаря". Отец умер в 1966 году, а мать - в 1968. В годы войны, Кожабек Байузак трудился в колхозе отца, с 12 лет. 
В 1946 году поступил в Казахский Государственный Университет, на отделение журналистики. С 1947, совмещая занятия в университете по 1949 год работал в журнале «Коммунист» КазССР и на Казахском Радио. 
С 1949 по 1967 год — корреспондент, редактор, главный редактор литературно-драматургического отдела.
В 1951 году окончил факультет журналистики филологического факультета Казахского государственного университета. 
Первая литературная проба была связана с переводом сказки "Золотая гора" Ивана Вазова. Переведенный на казахский язык рассказ впервые был озвучен в эфире Казахского радио. Его прочитал Абдрахман Асимжанов в 1952 году. С тех пор, перевел более 5 тысяч художественных произведений и более 60 художественных фильмов: "Идиот" (по одноименному роману Федора Михайловича Достоевского); "Судьба человека" (по одноименному рассказу Михаила Александровича Шолохова); "Поднятая целина" (2 и 3 серия); "Тихий Дон"(2 серии, по одноимённому роману Михаила Шолохова); "Рассказ о Ленине"; "Фатима" ."Мы из Семиречья"; "И всерьез и в шутку"; "Сказ про то, как царь Пётр арапа женил"; "Его время придет"; "Семья Ульяновых" и другие.
В 1958—1961 годах работал старшим научным редактором киностудии «Казахфильм». 
В 1961-1965 годы ушел на создание своей пьесы, в это время по Казахскому радио и телевидению передавали инсценировки по повестям Чингиза Айтматова "Лицом к лицу", "Школа Дусейна", написанные в соавторстве с переводчиком, литературоведом и главным редактором по репертуару Министерства культуры Казахской ССР - Калжаном Нурмахановым. В эти же годы, написал телепьесу "Сын мой" по повести Г. Губая и радиопьесу "Судьба Барабанщика" по повести А. Гайдара. 
В 1967—1968 годах —руководитель отдела Государственного комитета Казахской ССР по делам издательств, полиграфии и книжной торговли. Работал главным редактором Казахского телевидения, комментатором в Государственном комитете по телевидению и радиовещанию Казахской ССР. 
В 1968—1989 годах — заведующий редакцией Казахской Советской энциклопедии.
С 1992 года — директор частного издательства «Ататек». Занимался созданием полного электронного варианта казахского родословия.
Автор книг «Тарихи таным» (А., «Ататек», 1994), «Қазақия» («Ататек», 1998) и др.
Занимался переводами. Перевёл произведения К. Миксата, С.Курилова, У.Теккерея, Мухамеда Бабура.